# Kondorfa, Vas
Kondorfa  este un sat în districtul Szentgotthárd, județul Vas, Ungaria, având o populație de 526 de locuitori (2011). 

## Demografie
Componența etnică a satului Kondorfa
     Maghiari (96,49%)
     Germani (1,95%)
     Alții (1,56%)
Componența confesională a satului Kondorfa
     Romano-catolici (85,17%)
     Reformați (3,04%)
     Fără religie (2,85%)
     Necunoscută (7,98%)
     Luterani (0,95%)
Conform recensământului din 2011, satul Kondorfa avea 526 de locuitori. Din punct de vedere etnic, majoritatea locuitorilor (96,49%) erau maghiari, cu o minoritate de germani (1,95%).  Din punct de vedere confesional, majoritatea locuitorilor (85,17%) erau romano-catolici, existând și minorități de reformați (3,04%) și persoane fără religie (2,85%). Pentru 7,98% din locuitori nu este cunoscută apartenența confesională.